# Толло
Толло (італ. Tollo) — муніципалітет в Італії, у регіоні Абруццо,  провінція К'єті.
Толло розташоване на відстані близько 160 км на схід від Рима, 80 км на схід від Л'Аквіли, 13 км на схід від К'єті.
Населення — 4158 осіб (2014).
Щорічний фестиваль відбувається 1a неділі серпня, 17 травня, 17 липня, 16 серпня, 13 грудня. Покровитель — Santa Maria del Rosario.

## Демографія
Населення за роками:

Станом на 1 січня 2023 року в муніципалітеті офіційно проживали 272 іноземці з 23 країн, серед них 51 громадянин країн Євросоюзу та 8 громадян України.

## Сусідні муніципалітети
- Каноза-Санніта
- Креккьо
- Джуліано-Театіно
- Мільяніко
- Ортона